# Leptophion yampus
Leptophion yampus là một loài tò vò trong họ Ichneumonidae.